# 875 North Michigan Avenue
Das 875 North Michigan Avenue (bis Februar 2018 John Hancock Center) ist ein 344 Meter hoher Wolkenkratzer an der Magnificent Mile in Chicago. Das Gebäude besitzt insgesamt 100 Stockwerke; seine Adresse lautet 875 North Michigan Avenue, 175 East Delaware Place, Chicago, IL.

## Geschichte und Architektur

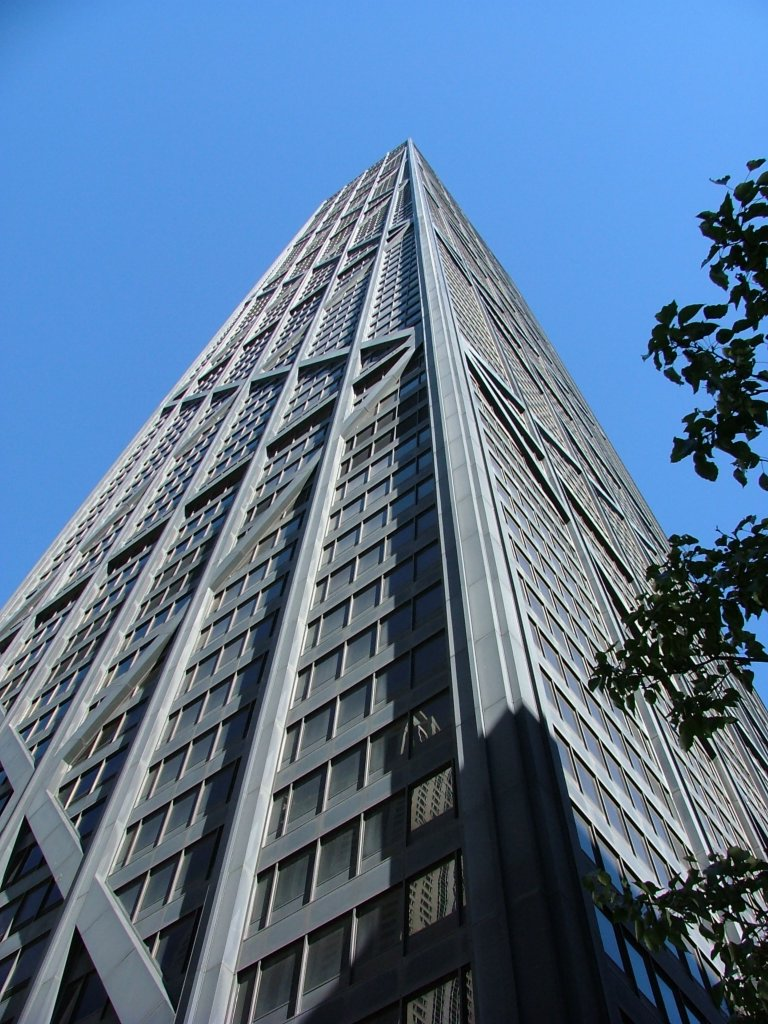
Blick von unten

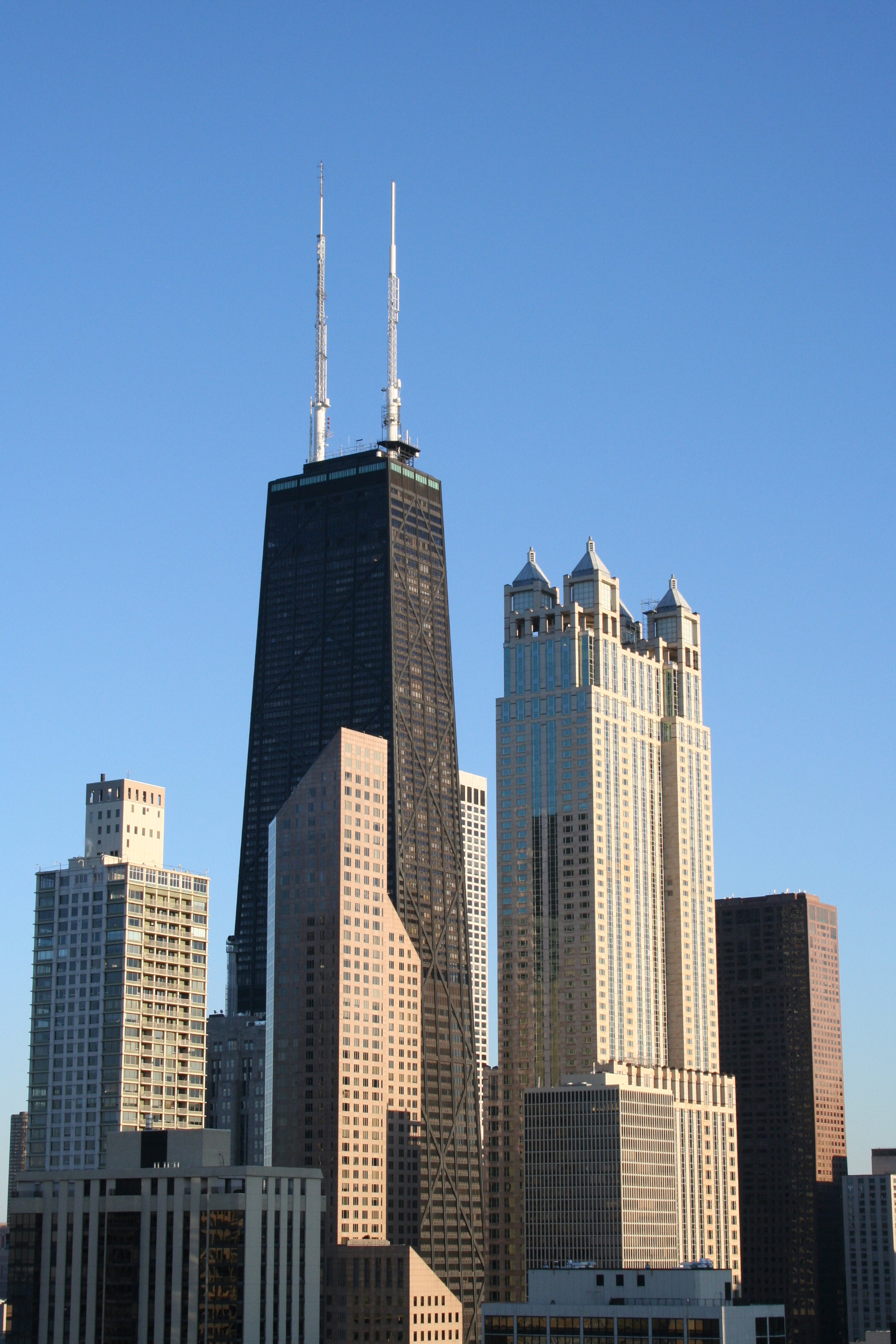
Der Turm im Stadtkontext

Entworfen von dem Architekten Bruce Graham und dem Ingenieur Fazlur Khan, beide aus dem Architekturbüro Skidmore, Owings and Merrill (SOM). Der Bau des Gebäudes wurde im Jahr 1965 begonnen und 1969 abgeschlossen. Für den Bau war das New Yorker Unternehmen Tishman Construction verantwortlich.
Nach seiner Vollendung war das 875 North Michigan Avenue mit einer Höhe von 344 Metern das zweithöchste Gebäude der Welt nach dem Empire State Building in New York City. Bis 1973 das Aon Center fertig wurde, war es das höchste Hochhaus Chicagos, wurde 1974 aber nochmals innerhalb Chicagos durch den Willis Tower (damals noch Sears Tower) übertroffen, sowie 2009 durch den Trump Tower. Unter Berücksichtigung seiner Antennen, die es auf eine Gesamthöhe von 457 Metern bringen, war das John Hancock Center auch neun Jahre lang, von seiner Vollendung im Jahr 1969 bis 1978, das insgesamt höchste Hochhaus der Welt, seine Antennenspitze überragte auch jene des Empire State Buildings. Im Gegensatz zu anderen Wolkenkratzern wurden die Masten auf dem John Hancock Center unmittelbar nach der Fertigstellung und nicht mehrere Jahre später aufgesetzt. Erst als 1978 die Antenne auf dem Nordturm des früheren World Trade Centers installiert wurde, was den bis zum Dach 417 Meter hohen Turm auf insgesamt 527 Meter brachte, wurde dieser Rekord gebrochen. Nachdem auch der Willis Tower im Jahr 1982 mit Antennen ausgestattet wurde, erlangte dieser auch den Status des höchsten Bauwerks nach absoluter Höhe der Stadt Chicago.
Heute ist das 875 North Michigan Avenue das fünfthöchste Gebäude Chicagos und das vierzehnthöchste Gebäude der USA. Mit Antenne, die allerdings kein Teil der Gebäudearchitektur ist (anders als Turmspitzen), ist es 457 Meter hoch und damit das 18-höchste freistehende Bauwerk der Welt (Fernsehtürme mit eingeschlossen). Es überragt damit sogar die Petronas Towers (452 Meter) um fünf Meter und das Empire State Building (443 Meter) um 14 Meter. Trotzdem ist es nicht das höchste Bauwerk der Stadt: der insgesamt 527 Meter hohe Willis Tower befindet sich auch in Chicago. Das John Hancock Center ist auch das dritthöchste freistehende Bauwerk der USA nach dem 541 Meter hohen One World Trade Center in New York sowie dem Willis Tower. Charakteristisch für das Gebäude sind die sichtbar in der Fassade liegenden Auskreuzungen des Stahlskeletts, die sich nach oben verjüngende Gebäudeform und die dunkel eloxierte Aluminiumfassade. Diese ist auch beim ebenfalls in Chicago befindlichen Willis Tower deutlich. Dieser wurde auch von dem gleichen Architekten entworfen, jedoch fünf Jahre später eingeweiht.
Gelegen an der prestigeträchtigen North Michigan Avenue in unmittelbarer Nähe zum Lake Shore Drive, waren die anfallenden Windlasten der „windy city“ und die gewünschte Schlankheit des Tragwerks eine Herausforderung für die Ingenieure. Die schräg stehenden Verstrebungen brachten die nötige Aussteifung. Bei seiner Fertigstellung stieß das John Hancock Center wegen seiner schwarzen, abweisenden Fassade auf Ablehnung, heute zählt es zu den Wahrzeichen Chicagos.
Der Name des Gebäudes rührt vom Bauherrn her, der Versicherungsgesellschaft John Hancock Insurance, die wiederum nach dem Präsidenten des Kontinentalkongresses und ersten Unterzeichners der amerikanischen Unabhängigkeitserklärung John Hancock (* 1737, † 1793) benannt ist.

## Nutzung

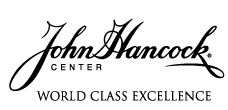
Logo des John Hancock Centers

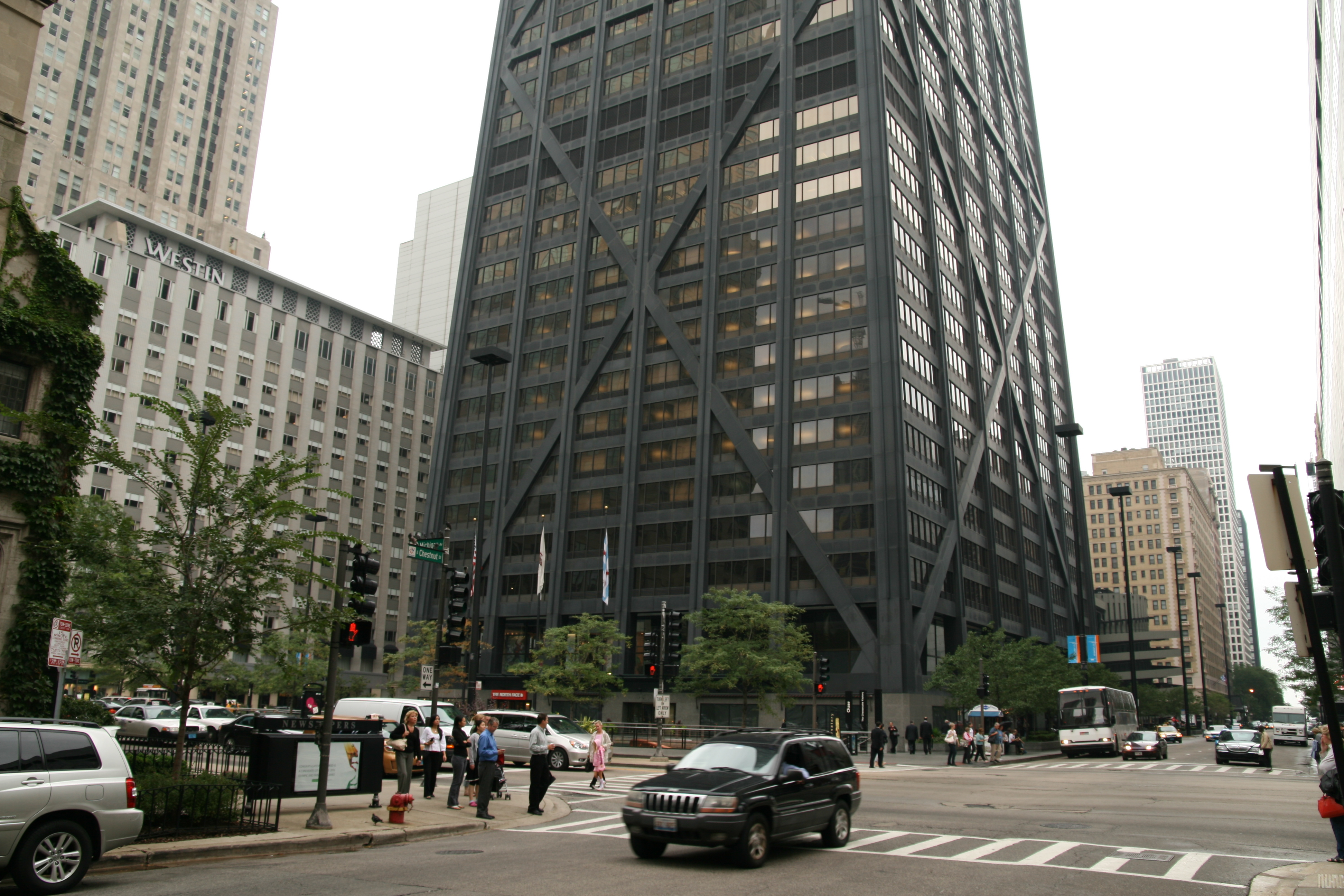
Fuß des John Hancock Centers

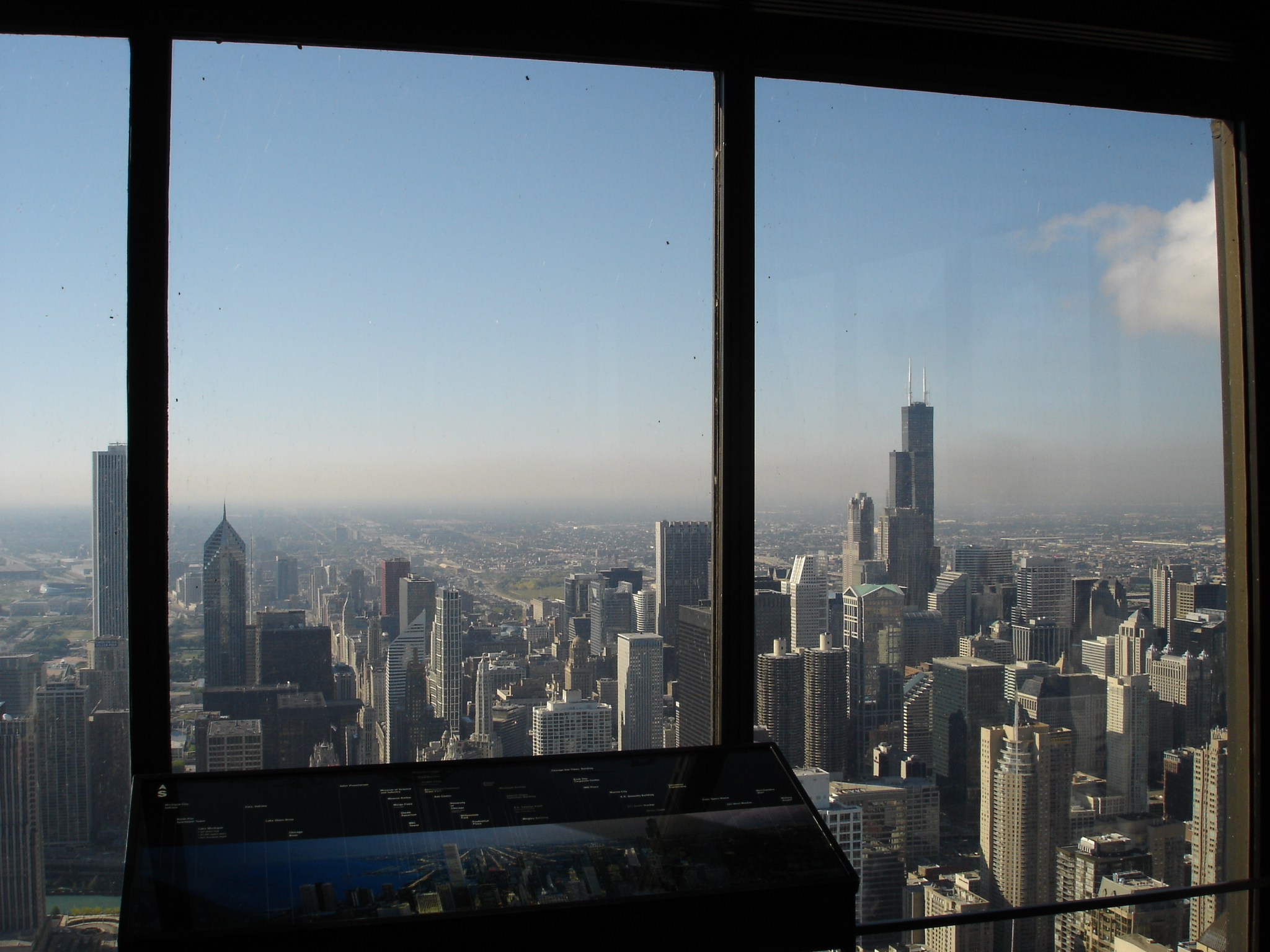
Blick von der Aussichtsetage in Richtung Süden auf die Skyline von Chicago

Das 875 North Michigan Avenue war einer der ersten größeren Wolkenkratzer, der auch Wohneinheiten beherbergte. Bis zum 43. Stockwerk befinden sich Büroräumlichkeiten. Im 44. Stock befinden sich ein Schwimmbad, ein Fitnesszentrum, die Eingangshalle sowie ein kleiner Einkaufsladen für die Bewohner. Das Schwimmbad in diesem Stockwerk ist das höchstgelegene in einem Gebäude in ganz Nordamerika und gilt als eine Attraktion. Die Stockwerke 45 bis 93 werden von Privatpersonen bewohnt und bilden die sogenannte „resident-area“, die nur von deren Bewohnern und deren Gästen betreten werden darf.
In seinem 94. Stockwerk in 314 m Höhe befindet sich das observatory, die Aussichtsetage. Von hier aus bietet sich bei klarem Wetter ein 100 km weiter Blick über Chicago und den Michigansee. Im 95. und 96. Stock befindet sich das Restaurant Signature Room. Im Februar 2013 wurde als neue Besucherattraktion im 94. Stockwerk die höchstgelegene Eislaufbahn der Welt in 300 Metern Höhe eröffnet. Die Fläche der Eislaufbahn im John Hancock Center betrug ca. 900 Quadratfuß (gut 80 Quadratmeter) und erlaubte den Besuchern einen Blick über Chicago.

### Stockwerksbelegung
- 1.–5.: Geschäfte
- 6.–12.: Parkhaus
- 13.–43.: Büros
- 44.: Schwimmbad (das höchste Nordamerikas)
- 45.–92.: Apartments
- 93.–100.: Fernsehstation, Restaurant, Aussichtsetage (observatory) und Technik